# Maria Lúcia Fattorelli
Maria Lúcia Fattorelli   (Belo Horizonte, 10 d'abril de 1956) és una economista brasilera i activista en defensa dels drets humans. Va exercir d'auditora fiscal dels ingressos federals del Brasil entre 1982 i 2010. És reconeguda pel seu treball en l'Auditoria Ciutadana del Deute, i ha estat nomenada presidenta del Sindicat d'Auditors Fiscals de la Despesa Federal (UNAFISCO) del Brasil.

## Biografia
Especialitzada en Administració Tributària de FGV-EAESP (2009) i amb titulació en Administració per la Universitat Federal de Minas Gerais (1978), participà en el procés d'Auditoria Ciutadana del Deute com a coordinadora nacional i assessora tècnica de la Comissió Parlamentària de Recerca del Deute Públic del CPI de la Cambra Federal de Diputats de Brasília (2009-2010). Les activitats de l'auditoria ciutadana del deute començaren poc després del Referèndum de Deute Popular, realitzat al Brasil al setembre del 2000, en 3.444 municipis de l'estat, organitzat per diverses entitats de la societat civil brasilera, especialment la Campanya del Jubileu del Sud.
Des del seu treball en l'auditoria ciutadana del deute buscà suports de la ciutadania, de les universitats, del Parlament, per tal de divulgar i denunciar les pressions rebudes durant el procés (legals, polítiques, etc.), amb l'objectiu que el poble no pagàs els deutes il·legítims del seu país o, com explica ella, “les que no van ser contractades per l'estat o entitat de l'estat de manera transparent, coherent i a favor de la societat, sinó per a cobrir deutes privats o fer rescat bancari”.
Fou convidada pel govern de Rafael Correa de l'Equador (2007-2008) i d'Alexis Tsipras, de Grècia (2015), per a formar part dels comitès d'auditoria dels respectius estats. En tots dos casos, l'auditoria realitzada demostrà que una part del deute públic era fraudulenta.
Fattorelli denuncia el caràcter il·legítim del sistema de deute i defensa la importància de l'eina de l'auditoria ciutadana del deute per a estudiar els processos d'endeutament públic i esgrimir quina part del deute contret pot ser il·legal o il·legítim. Afirma que aquest model de rescat que el Fons Monetari Internacional i les autoritats imposen a Europa és el mateix a què sotmeteren Mesoamèrica i Amèrica del Sud des dels anys vuitanta del segle XX, i que el deute privat de la banca s'ha transformat en públic en els estats del nord on aquests bancs tenen seu.
Diferencia entre el concepte de deute lligat al deute personal (connectat amb la dignitat) i el deute públic incentivat pel sistema de deute, perquè gran part d'aquest ha estat generat a canvi de res. Fattorelli considera que la ciutadania no deu aquests diners reclamats perquè no els ha rebut.
Formà part de moviments socials del Brasil, i és una destacada feminista. Des de la seua jubilació es dedica al treball d'auditoria ciutadana.

## Publicacions
- 2003 - Auditoria da Dívida Externa: Questão de Soberania, Fattorelli. Contraponto. ISBN 858591050X / ISBN 9788585910501. Col·lecció d'articles sobre deute extern, organitzats en la Campanya Jubileu Sud, amb contribucions d'experts brasilers i estrangers.
- 2013 - Auditoria Cidadã da Dívida Pública - Experiências e Métodos, Fattorelli. CADTM
- 2013 - Auditoria Cidadâ da Dívida dos estados, Fattorelli. Inove Editora
- 2015 - Informe Auditoria del Deute Públic Grec, Comité de la Veritat sobre el deute públic grec (enllaç al pdf).